# Pachyhynobius shangchengensis
Pachyhynobius shangchengensis är en groddjursart som beskrevs av Fei, Qu och Wu 1983. Pachyhynobius shangchengensis är ensam i släktet Pachyhynobius som ingår i familjen vinkelsalamandrar. IUCN kategoriserar arten globalt som sårbar. Inga underarter finns listade i Catalogue of Life.
Denna salamander förekommer i provinserna Henan, Hubei och Anhui i Kina.